# Tulln an der Donau
Tulln an der Donau és una ciutat a Àustria amb 16.197 habitants, capital del districte de Tulln, a la Baixa Àustria. A causa de la seva abundància de parcs i altres espais verds, a Tulln se'l coneix com a Blumenstadt, que significa "ciutat de les flors".Mentre que la ciutat està envoltada per la plana Tullnerfeld, gairebé la totalitat de la seva àrea urbanitzada es troba a la riba sud del riu Danubi.

## Història

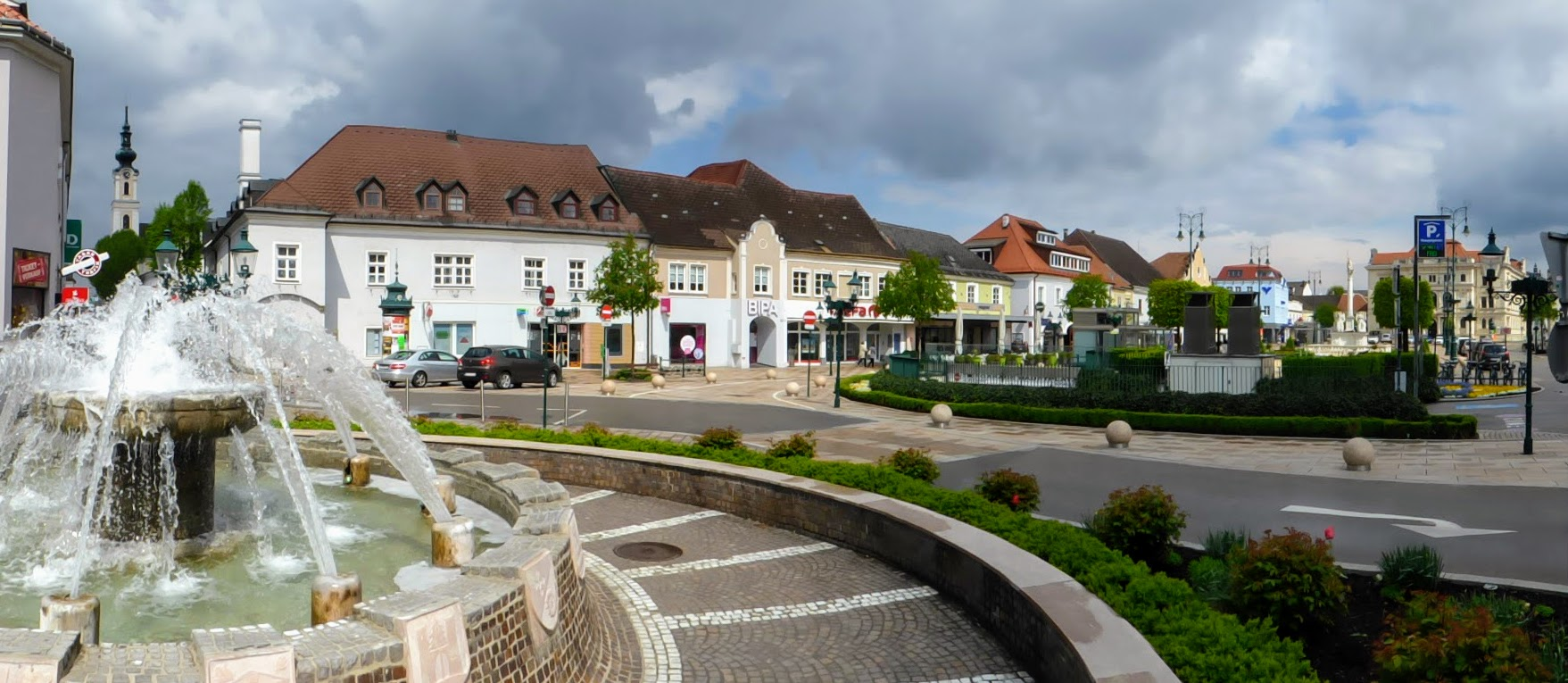
Plaça major, Tulln

Tulln és una de les localitats més antigues d'Àustria. Encara que estava habitada en temps preromans (el nom Tulln és probablement una paraula cèltica), va guanyar importància com el fort romà Comagena. En els últims temps del govern romà, Sant Severí va visitar la ciutat i la va salvar dels bàrbars
L'any 859, la ciutat va ser esmentada per primera vegada com Tullina en un document. Va guanyar importància com a residència de la Casa de Babenberg, atenuant-se alhora que creixia Viena. El 6 de setembre de 1683 l'exèrcit polonès es va unir a Tulln amb forces imperials (austríaques), així com tropes de Saxònia, Baviera, Baden, Francònia i Suàbia, per a la batalla de Viena. El segle xx va ser un altre període de creixement, i el 1986, Tulln aspirava a convertir-se en capital de la Baixa Àustria, però finalment fou escollit Sankt Pölten.

## Actualitat
Una planta de producció de sucre important, Agrana Àustria, es troba a Tulln. Diverses fires rellevants, incloent-hi d'equipament de càmping i demostracions de vaixells, també es duen a terme a la ciutat. Diverses institucions de l'Estat de Baixa Àustria, com ara el cos de bombers o el servei d'atenció de desastres, tenen la seu a Tulln. L'Escola Federal d'Aviació també és a Tulln.
L'ajuntament de 37 seients està dominat pel Partit Popular d'Àustria, que té 22 dels seients. L'administració de la ciutat ha portat una àmplia reforma del trànsit urbà, per canviar els semàfors per rotondes, de les quals Tulln ara en té 22. Dos ponts travessen el Danubi a Tulln. El tren de Franz Josef creua el Danubi a Tulln, continuant a través de Krems an der Donau a Gmünd. Der Standard, un diari vienès, es produeix a Tulln.

## Llocs d'interès

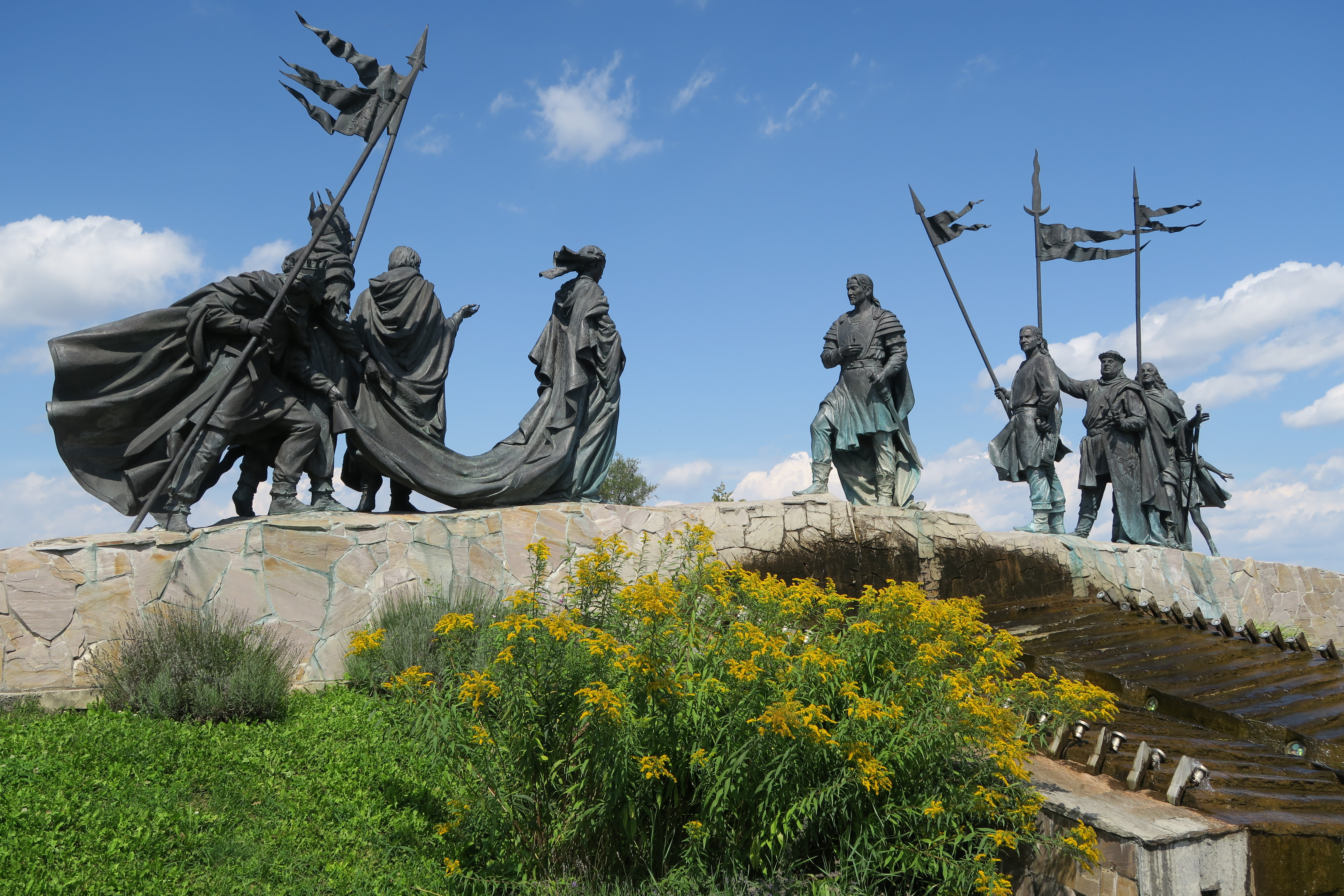
Font dels Nibelungs

- D'acord amb el Cantar dels nibelungs, va ser a Tulln on Atila va conèixer a Krimilda i li va proposar matrimoni. Una font, els Nibelungs-Brunnen ("la Font dels Nibelungs") es va construir el 2005 per fer referència a aquest esdeveniment.

- Aubad és un llac molt conegut a Tulln amb molts visitants i turistes durant la primavera i l'estiu.
- Minoritenkloster, un convent.
- Una torre romana del segle quart.

A més, la ruta cicloturista del Danubi passa per aquesta ciutat.